# Васюк, Николай Иванович
Николай Иванович Васюк — советский хозяйственный, государственный и политический деятель, Герой Социалистического Труда.

## Биография
Родился в 1922 году в селе Пишколосы. Член КПСС.
С 1939 года — на хозяйственной, общественной и политической работе. В 1939—1989 гг. — крестьянин в хозяйстве отца, в оккупации, участник Великой Отечественной войны, наводчик 120-мм миномета 1031-го стрелкового полка 280-й стрелковой дивизии 13-й армии 1-го Украинского фронта, заместитель директора Турийской, Ковельской заготовительной конторы Волынской области, председатель колхоза «Украина» Ковельского района Волынской области Украинской ССР.
Указом Президиума Верховного Совета СССР от 14 декабря 1984 года присвоено звание Героя Социалистического Труда с вручением ордена Ленина и золотой медали «Серп и Молот».
Умер в селе Вербки в 2001 году.